# Bouclier de la Péninsule
Le Bouclier de la Péninsule (en arabe : دِرْعُ الجَزيرَة) est la composante militaire du Conseil de coopération du Golfe. Il est destiné à coordonner une force militaire commune de dissuasion afin de répondre aux agressions militaires contre n'importe lequel des pays membres du CCG, l'Arabie saoudite, Bahreïn, les Émirats arabes unis, le Koweït, Oman et le Qatar.

## Commandement et structure
En 1984, Conseil de coopération du Golfe décide de créer une force militaire conjointe de 10 000 soldats divisée en deux brigades, appelée « Bouclier de la Péninsule » et basée en Arabie saoudite près de la frontière entre l'Irak et le Koweït.
La force est principalement composée de troupes d'infanterie, de blindés et d'artillerie. En 1992, le Bouclier était dirigé par un Saoudien, basé près de Hafar Al-Batin, et était constitué d'une brigade d'infanterie de 5 000 soldats. À la fin de 2006, ce chiffre était porté à 7 000 soldats principalement affectés à la défense de la frontière commune entre l'Arabie saoudite, le Koweït et l'Irak.
En mars 2011, le Bouclier de la Péninsule, sous le commandement du major général Mutlaq Bin Salem al-Azima comptait environ 40 000 soldats. Une base permanente était en projet aux ÉAU.